# Alan Tarney
Alan Tarney (født 19. november 1945 i Workington, England) er en engelsk elbassist, sangskriver og musikproducer.
Tarney er nok mest kendt som sessionbassist og sangskriver. Han var med som sideman i The Shadows fra (1973-1977). Spillede bas og var sangskriver og producerede også en stribe af Cliff Richards albums bl.a. I´m No Hero (1980) og Wired for Sound (1981), og senere Always Guarenteed (1987), Stronger (1989) og Wanted (2001).
Han dannede gruppen The Tarney/Spencer Band (1974) med sin gamle partner Trevor Spencer fra Australien som spillede trommer i gruppen James Taylor Moves. Tarney og Spencer blev hurtigt et sangskriver- og producerteam, som fik et godt renommé i rock og pop musik især i England. Han er stadig aktiv i dag mest som producer og sangskriver.

## Udvalgte lp'er
- Tarney & Spencer - Something out of a Dream - 1974
- Tarney & Spencer - Tarney & Spencer - 1976
- Tarney & Spencer - Three´s A Crowd - 1978
- Tarney & Spencer - Run for Your Life - 1979
- The Shadows - Rocking With Curly Leads - 1973
- The Shadows - Specs Appeal - 1975
- The Shadows - Live at the Paris Olympia - 1975
- The Shadows - Tasty - 1977
- Cliff Richard - I am no Hero - 1980
- Cliff Richard - Wired for Sound - 1981
- Cliff Richard - Always Guarenteed - 1987
- Cliff Richard - Stronger - 1989
- Cliff Richard - Wanted - 2001
- Leo Sayer - Living in a Fantasy - 1980
- David Cassidy - Romance - 1987